# Нижний ордовик
| система                                                                          | отдел           | ярус         | Ниж. граница, млн лет |
| -------------------------------------------------------------------------------- | --------------- | ------------ | --------------------- |
| Силур                                                                            | Лландоверийский | Рудданский   | 443,1 ±0,9            |
| Ордовик                                                                          | Верхний         | Хирнантский  | 445,2 ±0,9            |
| Ордовик                                                                          | Верхний         | Катийский    | 452,8 ±0,7            |
| Ордовик                                                                          | Верхний         | Сандбийский  | 458,2 ±0,7            |
| Ордовик                                                                          | Средний         | Дарривилский | 469,4 ±0,9            |
| Ордовик                                                                          | Средний         | Дапинский    | 471,3 ±1,4            |
| Ордовик                                                                          | Нижний          | Флоский      | 477,1 ±1,2            |
| Ордовик                                                                          | Нижний          | Тремадокский | 486,85 ±1,5           |
| Кембрий                                                                          | Фуронгский      | Ярус 10      | больше                |
| Деление и золотые гвозди в соответствии с IUGS по состоянию на декабрь 2024 года |                 |              |                       |

Нижний ордовик (англ. Lower Ordovician Series) — первый отдел ордовикской системы в Международной (МСШ) и Общей (ОСШ) стратиграфических шкалах. Охватывает породы, сформировавшиеся в эпоху раннего ордовика, 485,4—470 миллионов лет назад (всего около 15 миллионов лет). Содержит тремадокский и флоский ярусы. В МСШ располагается над ярусом 10 фуронгского отдела кембрийской системы, в ОСШ — над батырбайским ярусом верхнего кембрия. В обеих шкалах перекрывается дапинским ярусом среднего ордовика.
| Нижний ордовик в ОСШ (Россия) |         |              |
| система                       | отдел   | ярус / век   |
| Ордовик                       | Нижний  | Флоский      |
| Ордовик                       | Нижний  | Тремадокский |
| Кембрий                       | Верхний | Батырбайский |

## История
Международная комиссия по стратиграфии назначила рабочие группы по границам подразделений ордовикской системы в 1974 году. Границы подразделений устанавливались по фауне конодонтов и/или граптолитов. В 1995 году Подкомиссией по ордовикской стратиграфии при поддержке 90 % голосующих было принято соглашение о делении ордовика на три отдела: нижний, средний и верхний. Тогда же приняли деление каждого из трёх отделов на два глобальных яруса. 95 % голосов выбрали зону Tetragraptus approximatus в качестве основания верхнего яруса нижнего ордовика. До принятия международного стандарта в качестве ордовикских подразделений по умолчанию принимались отделы из шкалы Великобритании — типовой местности ордовикской системы. В соответствии с этой шкалой ордовик подразделялся на шесть отделов, из которых нижний — тремадокский — в качестве одноимённого яруса перешёл в МСШ. Вышерасположенный аренигский отдел соответствует верхам нижнего и низам среднего отдела ордовикской системы в МСШ. В британской шкале границы ордовикских подразделений определяются по местным стратиграфическим и палеонтологическим особенностям, которые плохо прослеживаются в остальном мире. В результате на разных палеоплатформах или современных континентах были выделены местные отделы и ярусы, сильно отличающиеся от британского стандарта. В 2008 году традиционные британские ордовикские подразделения в МСШ заменили на семь новых ярусов с установленными глобальными стратотипами (GSSP). В нижний ордовик вошли тремадокский и флоский ярусы. В 2011 году с британского на международный стандарт деления ордовикской системы переведена российская ОСШ.

## Определение
Глобальный стратотип (GSSP) нижнего ордовика, также являющийся глобальным стратотипом тремадокского яруса и всей ордовикской системы, установлен в разрезе Грин-Пойнт на западе острова Ньюфаундленд, Канада (49°40′58″ с. ш. 57°57′55″ з. д.), и соответствует уровню первого появления (FAD) конодонтов Iapetognathus fluctivagus в 101,8 м над основанием обнажившихся пород. По поводу идентификации определяющего таксона высказаны сомнения, однако он залегает ниже, чем Rhabdinopora и родственные граптолиты. Глобальный стратотип фло — второго и последнего яруса нижнего ордовика — установлен в Диабазброттет, Швеция (58°21′32″ с. ш. 12°30′09″ в. д.), и определён по уровню первого появления граптолита Tetragraptus approximatus.
Для нижнего ордовика/тремадока также установили два вспомогательных стратотипических разреза и точки (англ. ASSP, Auxiliary boundary Stratotype Section and Point): в разрезе Лоусон-Коув (англ. Lawson Cove) в округе Миллард, Юта, США, и разрезе Сяоянцяо (англ. Xiaoyangqiao), Северный Китай. Оба ASSP получили одобрение в Подкомиссии по ордовикской стратиграфии в 2016 и 2019 гг соответственно, однако в 2021 году Международный союз геологических наук предложил отказаться от использования чётко определённых точек в пользу вспомогательных стандартных стратотипов границ (англ. Standard Auxiliary Boundary Stratotype, SABS) для «более гибкой» корреляции с глобальными стратотипами.

## Биостратиграфия
Глобальные ярусы нижнего ордовика, как и остальных отделов, подразделяются также на временны́е отрезки (англ. time slice), в основании которых установлены конодонтовые и граптолитовые зоны. Зона Tetragraptus approximatus помимо глобальных ярусов выделяется в региональных подразделениях Великобритании и Австралии, а зона Didymograptus protobifidus — в Северной Америке, Австралии и Балтоскандии.
| Конодонтовые (c) и граптолитовые (g) зоны нижнего ордовика: | Конодонтовые (c) и граптолитовые (g) зоны нижнего ордовика: | Конодонтовые (c) и граптолитовые (g) зоны нижнего ордовика: |
| Отдел                                                       | Ярус (МСШ)                                                  | Временно́й отрезок                                           |
| ----------------------------------------------------------- | ----------------------------------------------------------- | ----------------------------------------------------------- |
| Нижний ордовик                                              | Флоский                                                     | Зона Didymograptus protobifidus (g)                         |
| Нижний ордовик                                              | Флоский                                                     | Зона Oepikodus evae (c)                                     |
| Нижний ордовик                                              | Флоский                                                     | Зона Tetragraptus approximatus (g)                          |
| Нижний ордовик                                              | Тремадокский                                                | Зона Paroistodus proteus (c)                                |
| Нижний ордовик                                              | Тремадокский                                                | Зона Paltodus deltifer (c)                                  |
| Нижний ордовик                                              | Тремадокский                                                | Зона Iapetognathus fluctivagus (c)                          |

### Северная Америка
В раннеордовикских отложениях полуострова Бутия, Канада, выделяют следующие конодонтовые зоны (от верхних к нижним):
- Oepikodus communis и Reutterodus andinus (формация Шип-Пойнт[англ.], фло);
- Rossodus manitouensis и Acodus deltatus/Oneotodus costatus (верхняя часть формации Тёрнер-Клиффс, англ. Turner Cliffs Formation, тремадок);
- Cordylodus angulatus (нижняя часть формации Тёрнер-Клиффс, тремадок).

### Азия
Граптолитовые (g) и конодонтовые (c) зональные подразделения южной Сибири (от верхних к нижним):
- Ps. angustifolius elongatus/E. broggeri (g), D. protobifidus (g), Ph. densus (g), верхняя часть Oepikodus evae (c), а также зона Conochitina raymondi на основе хитинозой — фло;
- Нижняя часть Ph. densus (g), Ac. balticus (g), нижняя часть Oepikodus evae (c) — фло;
- T. approximatus (g), верхняя часть Paroistodus proteus (c) — фло;
- Нижняя часть Paroistodus proteus (c) — тремадок;
- K. kiaeri/Ad. tenellus (g), B. ramosus/Tr. osloensis/Al. hyperboreus (g) — тремадок;
- Iapetognathus fluctivagus (c) — тремадок.

### Австралия
В австралийской шкале глобальному нижнему ордовику приблизительно соответствуют ярусы Lancefieldian, Bendigonian, Chewtonian и нижняя часть Castlemainian.
| Приблизительная корреляция граптолитовых (g) и конодонтовых (c) зон Нового Южного Уэльса: | Приблизительная корреляция граптолитовых (g) и конодонтовых (c) зон Нового Южного Уэльса: | Приблизительная корреляция граптолитовых (g) и конодонтовых (c) зон Нового Южного Уэльса: |
| Отдел                                                                                     | Австралийский ярус                                                                        | Зона                                                                                      |
| ----------------------------------------------------------------------------------------- | ----------------------------------------------------------------------------------------- | ----------------------------------------------------------------------------------------- |
| Нижний ордовик                                                                            | Castlemainian (нижняя часть)                                                              | Isograptus victoriae lunatus (g), верхняя часть Oepikodus evae (c)                        |
| Нижний ордовик                                                                            | Chewtonian                                                                                | Isograptus primulus (g), Oepikodus evae (c)                                               |
| Нижний ордовик                                                                            | Chewtonian                                                                                | Didymograptus protobifidus (g), Oepikodus evae (c)                                        |
| Нижний ордовик                                                                            | Bendigonian                                                                               | Верхняя часть Pendeograptus fruticosus (g), нижний край Oepikodus evae (c)                |
| Нижний ордовик                                                                            | Bendigonian                                                                               | Низы Pendeograptus fruticosus (g), верхний край Prioniodus elegans (c)                    |
| Нижний ордовик                                                                            | Bendigonian                                                                               | Pendeograptus fruticosus (g), Prioniodus elegans (c)                                      |
| Нижний ордовик                                                                            | Lancefieldian                                                                             | Верхний край Tetragraptus approximatus (g), нижний край Prioniodus elegans (c)            |
| Нижний ордовик                                                                            | Lancefieldian                                                                             | Нижняя часть Tetragraptus approximatus (g), верхний край Paroistodus proteus (c)          |
| Нижний ордовик                                                                            | Lancefieldian                                                                             | Araneograptus murrayi (g), Paroistodus proteus (c)                                        |
| Нижний ордовик                                                                            | Lancefieldian                                                                             | Верхняя часть Aorograptus victoriae (g), нижняя часть Paroistodus proteus (c)             |
| Нижний ордовик                                                                            | Lancefieldian                                                                             | Нижняя часть Aorograptus victoriae (g), верхняя часть Paltodus deltifer (c)               |
| Нижний ордовик                                                                            | Lancefieldian                                                                             | Psigraptus jacksoni (g), нижняя часть Paltodus deltifer (c)                               |
| Нижний ордовик                                                                            | Lancefieldian                                                                             | Anisograptus (g), верхняя часть Cordylodus angulatus (c)                                  |
| Нижний ордовик                                                                            | Rhabdinopora fl abelliformis parabola (g), Cordylodus angulatus (c)                       |                                                                                           |
| Нижний ордовик                                                                            | Нижняя часть Cordylodus angulatus (c)                                                     |                                                                                           |

## Палеогеография
Океан Япетус, располагавшийся между Гондваной, Лаврентией и Балтикой, достигал в начале ордовика более 4000 км в ширину и на севере, между восточной Лаврентией и Сибирью, соединялся с Панталассой, покрывавшей примерно половину планеты. Между Гондваной и микроконтинентом Авалонией протирался возникший в позднем кембрии океан Реикум. Куяния (северо-запад сегодняшней Аргентины) располагалась в низких широтах. Гондвана, уже являвшаяся крупным континентом, состояла из сегодняшних Южной Америки, Африки, Аравийского полуострова, Индии, восточной Австралии и восточной Антарктиды. Лаврентия включала в себя территории Мексики, США, Канады, Гренландии, Шотландии и частично Ирландии. Располагалась Лаврентия в тропических широтах южного полушария, сегодняшние центральная Невада и западная Юта в конце раннего ордовика были покрыты морскими водами.

## Климат
В 2007 году Бассетт и коллеги, проанализировав изотопные значения кислорода раннеордовикских слоёв разреза Ланге-Ранч (англ. Lange Ranch) в центральном Техасе, пришли к выводу, что температура тропических морей того времени могла достигать 37 °C или 42 °C. К похожим результатам пришли Троттер и коллеги в 2008 году после изотопного анализа кислорода у конодонтов с четырёх палеоплатформ, располагавшихся в раннем ордовике в низких широтах. Авторы статьи 2021 года приводят значения в соответствии с исследованием Сонга и коллег (2019): от 43,9 °C 485 млн лет назад до 37,1 °C 470 миллионов лет назад. Высокие температуры, державшиеся на протяжении раннего ордовика, сказались на развитии биоразнообразия позднее, в среднем ордовике. Уровень CO2 в атмосфере раннего ордовика был высокий, в то время как содержание кислорода менялось приблизительно от 10 % до 13 %.
Исследования изотопов кислорода из апатитов (в частности конодонтовых апатитов из Невады и Юты) показывают, что в конце раннего ордовика климат стал меняться с парникового на ледниковый. Эти перемены происходили постепенно и сопровождались колебаниями температуры поверхности моря с приблизительной продолжительностью от 104 до 107 лет. К концу среднего ордовика поверхность низкоширотных морей охладилась до температур, сопоставимых с сегодняшними экваториальными.

## Основные события раннего ордовика
В раннем ордовике происходила великая ордовикская биодиверсификация (GOBE), проявившаяся в увеличении разнообразия морской жизни. Наряду с кембрийским взрывом и радиацией в раннем мезозое это самая значимая биодиверсификация в фанерозойском эоне. Данное событие протекало с разной периодичностью в зависимости от групп организмов и географического региона, и в действительности под великой ордовикской биодиверсификацией подразумевают целый комплекс последовательных и взаимосвязанных процессов эволюции и миграции организмов. Первая фаза, связанная с планктонными сообществами, началась, вероятно, ещё в позднем кембрии и завершилась к концу раннего ордовика. На ранний ордовик приходится начало второй фазы, затронувшей обитателей бентоса. Одним из вероятных признаков великой ордовикской биодиверсификации являются ископаемые рифы, обнаруженные в раннеордовикских слоях формации Думугол (англ. Dumugol Formation), Южная Корея. Эти рифы, построенные микроорганизмами и губками рода Archaeoscyphia, непохожи на кембрийские и раннетремадокские и являются подтверждением того, что уже в среднем тремадоке рифовые сообщества заняли более глубоководные места обитания. Биодиверсификации морской жизни в раннем ордовике способствовал переход от сульфидных к кислородным окислительно-восстановительным условиям в океанах того времени.
В отложениях Южного Китая отмечены значительные всплески видового разнообразия, которые предшествовали великой ордовикской биодиверсификации, однако непонятно, прослеживаются ли они в глобальном масштабе.
С фуронгской эпохи до конца раннего ордовика, 495—470 миллионов лет назад, на территории северозападной Гондваны (нынешний Иберийский полуостров) происходило магматическое событие Олло-де-Сапо.

## Органический мир
В раннеордовикских (флоских) слоях формации Сан-Хуан, Аргентина, присутствуют древнейшие округлые известковые микрофоссилии, известные как кальцисферы или кальцитархи. Ранние формы достигали от 80 до 250 μm в диаметре. Некоторые из этих организмов могут являться водорослями. Обитали кальцитархи в неритической зоне, от прибоев до мелководий и рифов. Появились водоросли рода Amsassia, уже в раннем ордовике встречавшиеся у южного побережья Лаврентии и Куянии, а позднее занявшие ещё более широкий ареал и исчезнувшие только во времена ордовикско-силурийского вымирания. В тремадоке Amsassia населяли небольшие рифовые насыпи на морских мелководьях. Об уровне развития рифовых экосистем раннего ордовика позволяют судить найденные на Ньюфаундленде кораллоподобные окаменелости Reptamsassia divergens и Reptamsassia minuta из отложений флоского века, которые являются древнейшим примером симбиотического срастания родственных видов.
В раннем ордовике возросло разнообразие иглокожих: появились новые классы, включая морских звёзд, офиур, морских лилий и Diploporita. Различные представители раннеордовикских иглокожих найдены в формациях Филлмор в штате Юта, США, Фезуата в Антиатласе, Марокко, и Сен-Шиниан в Монтань-Нуар, Франция.
Nektaspida после кембрийского периода стали менее разнообразны. Скорее всего, в ордовике они заселили закрытые или более холодные солоноватые моря. Tariccoia tazagurtensis — представитель этой клады членистоногих из нижнего ордовика Марокко. В той же формации Фезуата найден Aegirocassis — артропод-фильтратор, достигавший в длину более 2 м и являвшийся крупнейшим животным своего времени. Marrellomorpha, появившиеся в кембрии, сохранились и в раннем ордовике.
Мягкотелые и раковинные организмы, среди которых как реликты кембрия, так и новые формы, возникшие уже в ордовике, составляют ископаемую фауну Лиэси, обнаруженную в нижнеордовикской формации Мадаоюй (англ. Madaoyu Formation) в провинции Хунань, Южный Китай. Ископаемые образцы включают мшанок, губок, иглокожих, полихетов, граптолитов, трилобитов и конодонтов. Большой интерес представляют черви из группы Palaeoscolecida, среди которых Liexiscolex и вероятный образец Ottoia. Раннеордовикские приапулиды, похожие на своих кембрийских предшественников, также известны из северного Китая.
В глубоководных отложениях раннеордовикской (флоской) формации Эл-Роуз в горах Иньо, Калифорния, обнаружена фауна трилобитов, не отличающаяся высоким разнообразием, но непохожая по составу семейств на более восточные трилобитовые комплексы сопоставимого возраста. Установлена принадлежность окаменелостей к родам Globampyx, Protopresbynileus, Carolinites, Cloacaspis, Geragnostus и Hintzeia. В раннем ордовике данная местность располагалась у палеоконтинента Лаврентия.

## Полезные ископаемые
Поиски нефти и газа ведутся в раннеордовикских формациях Тунцзы (англ. Tongzi Formation) и Мейтань (англ. Meitan Formation) в бассейне Сычуань и раннеордовикских слоях бассейна Тарим, Китай. В нижнем ордовике бассейна Тарим в окрестностях Тачжуна скопления нефти обнаруживаются на глубине до 9000 м.

## Дополнительное чтение
- Padel Maxime; Sébastien Clausen; José-Javier Alvaro; Josep Maria Casas (2018). Review of the Ediacaran-Lower Ordovician (pre-Sardic) stratigraphic framework of the Eastern Pyrenees, southwestern Europe. Geologica Acta (англ.). 16 (4): 1—17. doi:10.1344/GeologicaActa2018.16.4.1.
- Padel Maxime; Sébastien Clausen; Marc Poujol; José-Javier Alvaro (2022). Shifts in the Ediacaran to Lower Ordovician sedimentary zircon provenances of Northwest Gondwana: the Pyrenean files. Geologica Acta (англ.). 20 (14): 1—18. doi:10.1344/GeologicaActa2022.20.14.
- Carmen Rodríguez; Antonio Castro; Daniel Gómez-Frutos; Gabriel Gutiérrez-Alonso; M. Francisco Pereira; Carlos Fernández (2022-01-29). The unique Cambro-Ordovician silicic large igneous province of NW Gondwana: Catastrophic melting of a thinned crust. Gondwana Research (англ.). 106: 164—173. Bibcode:2022GondR.106..164R. doi:10.1016/j.gr.2022.01.011. Архивировано 15 апреля 2024.